# СК-5 Нива (комбайн)

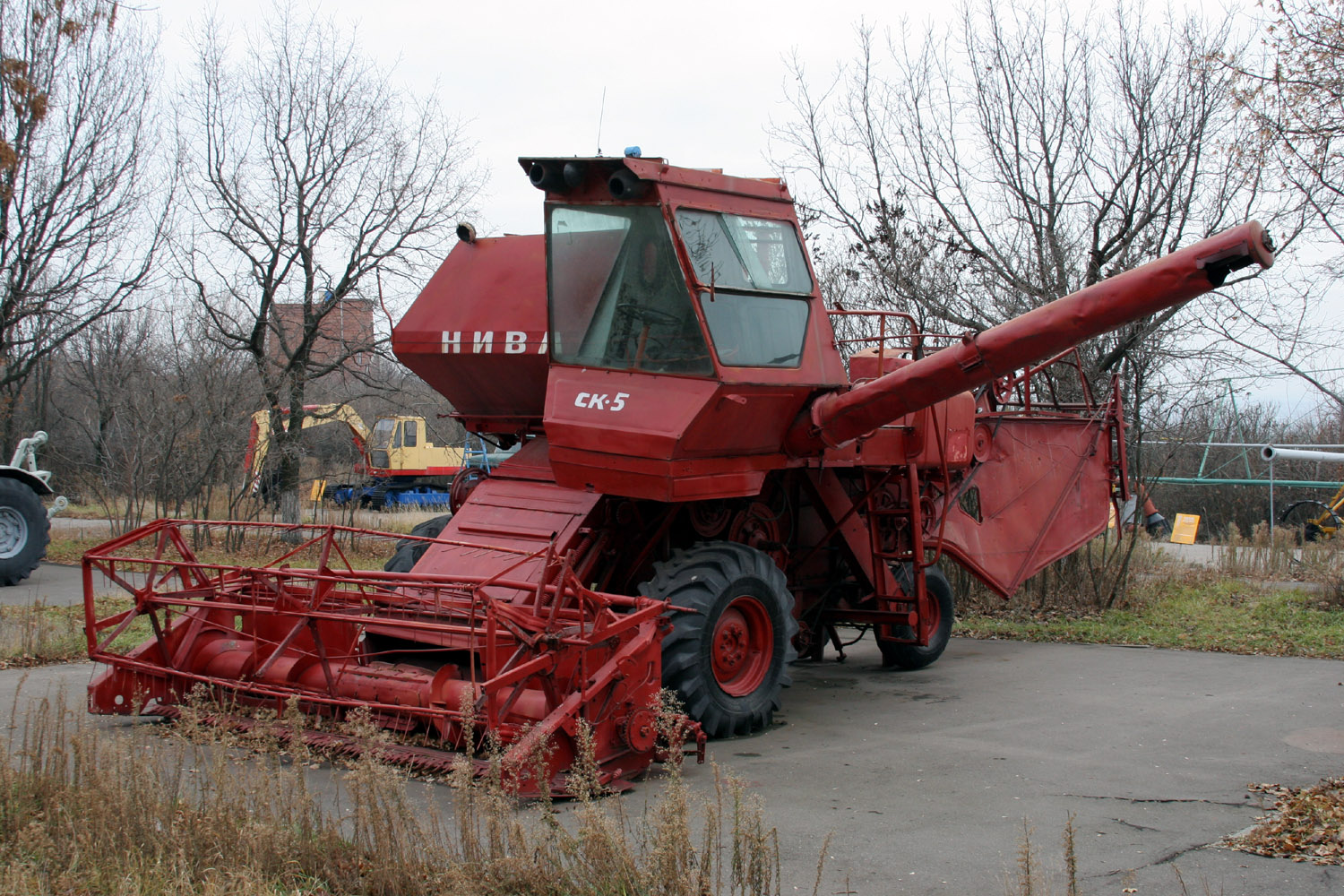
Комбайн СК-5 «Нива»

СК-5 «Нива» — марка радянського самохідного зернозбирального комбайна, що виробляється заводом «Ростсільмаш» з 1970 року, з 2004 року продається під маркою «Нива-Ефект».
Позначення СК-5 — Самохідний Комбайн продуктивністю 5 кг/с.
Комбайн СК-5 «Нива» є найпоширенішим зернозбиральним комбайном в СРСР і, свого роду, «візитною карткою» радянського сільськогосподарського машинобудування.
Комбайн є глибокою модернізацією комбайна СК-4, який виготовлявся в 1960-х роках. Нині у комбайна з'явилася нова, більш комфортна кабіна зі встановленим кондиціонером. Змінився і колір комбайна: замість традиційного червоного використовується зелений. При виробництві комбайна довелося відмовитися від послуг деяких постачальників, тепер на ньому стоять імпортні ремені і гідравліка.
СК-5 «Нива» виготовляється понад 30 років і є абсолютним світовим рекордсменом за обсягом виробництва — більше двох млн одиниць техніки.